# Bataillon des confins soudanais
« Bataillon de tirailleurs sénégalais no 2 » redirige ici. Ne pas confondre avec 2e bataillon de tirailleurs sénégalais ni Bataillon de tirailleurs sénégalais no 2 de Madagascar.
Le bataillon des confins soudanais est une ancienne unité militaire des troupes coloniales françaises stationnée à Tombouctou, au Soudan français. Il est créé en 1907 sous le nom de bataillon de Tombouctou.

## Création et différentes dénominations
- 1907 : création du bataillon de Tombouctou (ou bataillon de tirailleurs sénégalais de Tombouctou)
- 1910 : renommé bataillon de tirailleurs sénégalais no 2
- 1940 : renommé bataillon des confins soudanais
- 1945 : dissous, fusionne dans le régiment de tirailleurs sénégalais du Soudan

## Historique
Le bataillon de Tombouctou est créé le 1er janvier 1907, à partir des 4e, 5e et 11e compagnies du 2e régiment de tirailleurs sénégalais (stationnées respectivement à Bamba, Gao et Tombouctou).
Il est renommé bataillon de tirailleurs sénégalais no 2 (BTS no 2, parfois 2e BTS) le 1er janvier 1910 (ou le 11 novembre 1909). En 1908, le bataillon compte quatre compagnies, deux à Tombouctou, une à Araouane et une à Gao, ainsi que des détachements et sections divers, notamment de méharistes. Le bataillon reçoit le 1er juillet 1912 une cinquième compagnie, l'ex-6e compagnie du 2e RTS. Le BTS no 2 participe dans les années 1910 et 1920 à a lutte contre les rezzous de nomades sahariens.
Pendant la Première Guerre mondiale, face à la révolte du Bani-Volta, le BTS no 2 forme un demi-bataillon de deux compagnies de marche, rattaché à la colonne de Dédougou. Lors de l'assaut de la colonne sur Yankasso le 23 décembre 1915, la 1re compagnie de marche est mise en déroute après la mort de ses officiers et la colonne se replie avec de lourdes pertes. La colonne, renforcée, reprend avec succès ses opérations à partir de février 1916 et est dissoute en juillet 1916. Envoyés renforcer la colonne de Dédougou, un détachement de 80 tirailleurs rejoint finalement les opérations dans le cercle de Dori en mai-juin.
Le 1er août 1917, la 4e compagnie du BTS no 2, stationnée à Oualata, quitte la bataillon et passe au 2e RTS.
Le 1er octobre 1940, le BTS no 2 est renommé bataillon des confins soudanais. Rattaché au régiment de tirailleurs sénégalais du Soudan à partir de janvier 1945, le bataillon des confins soudanais est dissous le 31 décembre 1945.